# درالوي (تشكدان)
درالوي (بالفارسية: درالوی) هي قرية تقع في إيران في قسم تشکدان الريفي. يقدر عدد سكانها بـ 314 نسمة بحسب إحصاء 2016.